# Monterey (Indiana)
Monterey es un pueblo ubicado en el condado de Pulaski en el estado estadounidense de Indiana. En el Censo de 2010 tenía una población de 218 habitantes y una densidad poblacional de 459,95 personas por km².

## Geografía
Monterey se encuentra ubicado en las coordenadas 41°9′22″N 86°28′55″O / 41.15611, -86.48194. Según la Oficina del Censo de los Estados Unidos, Monterey tiene una superficie total de 0.47 km², de la cual 0.47 km² corresponden a tierra firme y (0%) 0 km² es agua.

## Demografía
Según el censo de 2010, había 218 personas residiendo en Monterey. La densidad de población era de 459,95 hab./km². De los 218 habitantes, Monterey estaba compuesto por el 97.71% blancos, el 0.46% eran afroamericanos, el 0.46% eran amerindios, el 0% eran asiáticos, el 0% eran isleños del Pacífico, el 0% eran de otras razas y el 1.38% pertenecían a dos o más razas. Del total de la población el 9.63% eran hispanos o latinos de cualquier raza.